# Yutaka Yamamoto
Yutaka Yamamoto (山本 寛 Yamamoto Yutaka?, nacido el 1 de septiembre de 1974 en la prefectura de Osaka) es un director de animación japonés. Es el fundador del estudio de animación Ordet, y trabajó con anterioridad en Kyoto Animation.
Es conocido por sus fanes con el nombre "Yamakan".

## Historia personal
En el instituto, Yamamoto fue compañero del compositor Satoru Kōsaki. Tras graduarse de la Facultad de Letras de la Universidad de Kioto, Yamamoto se unió a Kyoto Animation. Se hizo conocido en la compañía tras ayudar con la dirección en Munto 2: Beyond the Walls of Time. En 2006, fue elegido como director productor de la serie Suzumiya Haruhi no Yuutsu, tras lo cual se hizo conocido entre los fanes por coreografíar el baile del tema de cierre Hare Hare Yukai. Su debut como director llegó en 2007, con Lucky Star, pero tras cuatro episodios fue reemplazado por Yasuhiro Takemoto debido a "problemas de rendimiento." En una entrevista por radio más tarde, confirmó que había sido despedido y trató de recuperar su puesto, sin éxito. Tras su despido, fundó su propio estudio de animación, Ordet.
En 2008 dirigió Kannagi: Crazy Shrine Maidens con Ordet y A-1 Pictures. En 2009, dirigió un corto de 90 segundos para su inclusión en el cuarto volumen del manga Tonari no 801-chan. El corto fue producido por A-1 Pictures y contenía diseño de personajes por Satoshi Kadowaki, otro antiguo empleado de Kyoto Animation. La producción del corto ocurrió después que Kyoto Animation anunciara que produciría una serie de anime de Tonari no 801-chan. Sin embargo, en menos de dos semanas, la serie se canceló sin explicación por su emisora, TBS. Ordet produjo Black Rock Shooter, una OVA  lanzada en julio de 2010. Yamamoto fue el supervisor del proyecto, el cual fue la primera producción en solitario de Ordet como estudio principal de animación. Shinobu Yoshioka, otro antiguo empleado de Kyoto Animation, la dirigió.
A principios de 2011, Yamamoto dirigió el anime Fractale, producida por  A-1 Pictures y Ordet. El limitado éxito de la serie le llevó a anunciar su dimisión temporal como director.

## Crítica y polémica
Yamamoto se ha mostrado muy crítico con el estado de la industria del anime, especialmente con la falta de originalidad y el uso excesivo de diseños considerados moe. Yamamoto aseguró que Fractale estaba más orientada a personas normales o poco interesadas por el anime.
Yamamoto ha realizado varios comentarios en contra de Kyoto Animation. Escribió en su blog que el corto Tonari no 801-chan era una oportunidad de "vengarse" de ellos. Durante su atendencia en la convención americana de anime Otakon, en 2009, se disculpó con los fanes por los episodios de "Agosto Infinito" de la segunda temporada de Suzumiya Haruhi no Yūutsu (8 episodios con diferencias mínimas entre ellos). Dijo que conocía la idea de repetir el mismo episodio 8 veces desde hacía más de un año y que estaba en contra de ella. Se disculpaba porque, como miembro de la producción de la serie, sentía que era parte de su culpa.
Más tarde se disculpó en su blog por no haber aclarado que ya no formaba parte del equipo de producción de la serie. Kyoto Animation explicó también que Yamamoto ya no tenía relación alguna con la compañía.
En el Otakon 2009 también anunció que su intención era "salvar la industria anime". 
A principios de 2011, atrajo la atención cuando anunció que si Fractale no tenía éxito, se retiraría como director, lo que causó algunas disputas en su blog. Tras finalizar la emisión, confirmó que se retiraba temporalmente.
En junio de 2011, Yamamoto escribió en su Twitter que había pedido que la adaptación de Fractale al manga se detuviera, debido a que la autora del manga, Mutsumi Akazaki, había escrito previamente en su blog que la serie le parecía poco interesante, y quería trabajar en un manga que disfrutara. Tras hablar con los productores, Yamamoto le pidió a la artista que dibujara algo que le gustara en lugar de "aprovecharse del éxito de otros". A pesar de su petición, el manga continuó publicándose, y Square Enix publicó una disculpa de Akazaki hacia los fanes y el personal de la serie.

## Trabajos
| Año                            | Serie                                                    | Cargo | Notas                                                 |
| ------------------------------ | -------------------------------------------------------- | --- | ----------------------------------------------------- |
| Kyoto Animation / Animation Do |                                                          | |                                                       |
| 1998                           | Dancing Blade: Katte Ni Momo Tenshi                      | Producción digital |                                                       |
| 1998                           | Generator Gawl                                           | Director asistente [ep 11] |                                                       |
| 1999                           | Dancing Blade: Katte Ni Momo Tenshi II 〜Tears of Eden〜 | Fotografía |                                                       |
| 1999                           | Power Stone                                              | Asistenten de producción, Storyboard [ep 18], Director de episodio [ep 10, 18] |                                                       |
| 1999                           | I'm Gonna Be An Angel!                                   | Director asistente |                                                       |
| 1999-2000                      | Shūkan Storyland                                         | Storyboard, Director de episodio |                                                       |
| 2000                           | Super Milk Chan                                          | Producción digital |                                                       |
| 2000                           | Gate Keepers                                             | Fotografía |                                                       |
| 2001                           | Shoukan Kyoushi Riaru Bauto Hai Sukūru                   | Director asistente |                                                       |
| 2001-2002                      | Kaze no Yojimbo                                          | Storyboard [ep 16], Director de episodio [eps 16, 22] |                                                       |
| 2001-2004                      | Jungle wa itsumo Hare nochi Guu                          | Storyboard [eps 7-8], Director de episodio [eps 7-8] |                                                       |
| 2002                           | Atashin'chi                                              | Storyboard [eps 5, 6, 15, 16, 25, 26, 39, 40, 51, 52, 63, 64, 79, 80, 87, 88, 99, 100, 111, 112, 123, 124, 173, 174, 185, 186, 196, 197, 220, 221] Director de episodio [eps 5, 6, 15, 16, 25, 26, 39, 40, 51, 52, 63, 64, 79, 80, 87, 88, 99, 100, 111, 112, 123, 124, 135, 136, 173, 174, 185, 186] |                                                       |
| 2003                           | MUNTO                                                    | Director asistente | OVA                                                   |
| 2003                           | Full Metal Panic? Fumoffu                                | Storyboard [ep 2], Director de episodio [eps 2, 9] |                                                       |
| 2005                           | MUNTO 2: Beyond the Walls of Time                        | Director asistente | OVA                                                   |
| 2005                           | AIR                                                      | Storyboard [eps 2, 5, 8], Director de episodio [eps 2, 5, 8] |                                                       |
| 2005                           | Full Metal Panic! The Second Raid                        | Guion [ep 6], Storyboard [eps 2, 6, 11], Director de episodio [eps 2, 6, 11] |                                                       |
| 2006                           | Suzumiya Haruhi no Yūutsu                                | Director de producción, Guion [eps 1, 3, 5, 12], Storyboard [ED; eps 1, 9, 12], Director de episodio [ED; eps 1, 12] |                                                       |
| 2006-2007                      | Kanon                                                    | Storyboard [ep 5], Episode Director [ep 5] |                                                       |
| 2007                           | Lucky☆Star                                               | Director [OP; ED; eps 1-4], Guion [ED; eps 4, 10, 23], Storyboard [OP; ED; eps 1-2, 18], Director de episodio [ep 1] | Tras su despido fue reemplazado por Yasuhiro Takemoto |
| Freelance                      |                                                          | |                                                       |
| 2007                           | Ōkiku Furikabutte                                        | Director y Storyboard [ED 2] |                                                       |
| 2008                           | Katekyō Hitman Reborn!                                   | Animador [ED 5] |                                                       |
| Ordet                          |                                                          | |                                                       |
| 2007                           | Bokusatsu Tenshi Dokuro-chan Second                      | Storyboard y Director de episodio [ep 3] | OVA                                                   |
| 2007                           | Sketchbook ~full color's~                                | Director de episodio [ep 11] |                                                       |
| 2007-2008                      | Shakugan no Shana II                                     | Storyboard [OP 2] |                                                       |
| 2008                           | Persona Trinity Soul                                     | Storyboard [ep 6] |                                                       |
| 2008                           | Porphy no Nagai Tabi                                     | Storyboard [ep 11] |                                                       |
| 2008                           | Toshokan Sensō                                           | Storyboard [ep 8] |                                                       |
| 2008                           | Kemeko Deluxe!                                           | Guion [ep 2, 7], Storyboard [ep 2] y Director de episodio [ep 2] |                                                       |
| 2008-2009                      | Kannagi                                                  | Director, Storyboard [OP, eps 1, 7, 13-14] y Director de episodio [ep 1, 13-14] |                                                       |
| 2009                           | Tonari no 801-chan                                       | Director | OVA, Cancelado                                        |
| 2009                           | BLACK★ROCK SHOOTER -PILOT Edition-                       | Supervisor | OVA                                                   |
| 2009                           | Fulmetal Alchemist: Brotherhood                          | Storyboard [ED 3] |                                                       |
| 2010                           | Chu-bra!!                                                | Storyboard [ep 6] |                                                       |
| 2010                           | BLACK★ROCK SHOOTER                                       | Supervisor | OVA                                                   |
| 2011                           | Fractale                                                 | Director, Storyboard [OP, ED; eps 1, 11], Director de episodio [eps 1, 11], Director de unidad [OP, ED] |                                                       |
| 2013                           | Senyū                                                    | Director |                                                       |
| 2014                           | Wake Up, Girls!                                          | Director, Concepto original |                                                       |